# STS-122
STS-122 (ISS-1Е) e сто и двадесет и първата мисия на НАСА по програмата Спейс шатъл, двадесет и девети полет на совалката Атлантис, полет 1Е (24-ти на совалката) към Международната космическа станция (МКС). Тази мисия е 152-ра пилотирана за НАСА и полита американец № 300 в космоса.

## Екипаж

### При старта

#### На совалката
| Пост                    | Астронавт                                |
| ----------------------- | ---------------------------------------- |
| Командир                | Стивън Фрик втори космически полет       |
| Пилот                   | Алън Пойндекстър първи космически полет  |
| Специалист на мисията 1 | Леланд Мелвин първи космически полет     |
| Специалист на мисията 2 | Рекс Уолхайм втори космически полет      |
| Специалист на мисията 3 | Ханс Шлегел (ESA) втори космически полет |
| Специалист на мисията 4 | Стенли Лав първи космически полет        |

#### ОтЕкспедиция 16
| Пост          | Астронавт                                 |
| ------------- | ----------------------------------------- |
| Бординженер 2 | Леополд Ертц (ESA) втори космически полет |

### При кацането
Екипажът на совалката плюс вторият бординженер от първия етап на Експедиция 16 на МКС
| Пост          | Астронавт                          |
| ------------- | ---------------------------------- |
| Бординженер 2 | Даниел Тани втори космически полет |

## Полетът
Основната цел на мисия STS-122 е доставка в орбита на европейския изследователски модул Кълъмбъс. Този модул ще бъде прикачен към модула Хармъни.
Мисия STS-122 започва още отначало с ред технически повреди. Още преди излитането излизат от строя два горивни датчика, в резултат на което старта на совалката е отложен с 2 месеца. По време на старта от кораба се отчупват три парчета монтажна пяна, които теоретично са можели да повредят топлоизолацията. Накрая, след откачването от МКС става авария в системата за отопление, в резултат на което излизат от строя четирите малки странични двигателя. При кацането тези двигатели не се ползват и самото приземяване минава по набелязания график.
Екипажът на „Атлантис“ извършва три излизания в открития космос, по време на които е скачена европейската лаборатория „Кълъмбъс“ за МКС и е подменен резервоар за азот на ферма P1. Совалката извежда в орбита и европейския астронавт – французина Леополд Ертц (Leopold Eyharts), който сменя Даниел Тани.
По препоръка на комисията, разследваща катастрофата на совалката „Колумбия“ в случай на повреда на совалката Атлантис и невъзможност за безопасно завръщане на екипажа на Земята се предвиждало той да остане на борда на МКС и да дочака спасителен полет STS-323 на совалката Дискавъри.
Совалката „Атлантис“ успешно се приземява във Флорида, в космическия център „Джон Кенеди“ в 14:07 UTC.

## Параметри на мисията
- Маса на совалката:
  - при старта: 121 264 кг
  - при приземяването: 93 536 кг
- Маса на полезния товар:17 311 кг
- Перигей: 331 км
- Апогей: 339 км
- Инклинация: 51,6°
- Орбитален период: 91.2 мин

Скачване с „МКС“
- Скачване: 9 февруари 2008, 17:17 UTC
- Разделяне: 18 февруари 2008, 09:24 UTC
- Време в скачено състояние: 8 денонощия, 16 часа, 7 минути.

### Космически разходки
| № | Участници                  | Начало                     | Край                       | Продължителност  |
| - | -------------------------- | -------------------------- | -------------------------- | ---------------- |
| 1 | Рекс Уолхайм и Стенли Лав  | 11 февруари 2008 14:13 UTC | 11 февруари 2008 22:11 UTC | 7 часа 58 минути |
| 2 | Рекс Уолхайм и Ханс Шлегел | 13 февруари 2008 14:27 UTC | 13 февруари 2008 21:12 UTC | 6 часа 45 минути |
| 3 | Рекс Уолхайм и Стенли Лав  | 15 февруари 2008 13:07 UTC | 15 февруари 2008 20:32 UTC | 7 часа 25 минути |

## Галерия
- Старта на совалката мисия STS-122
- Модулът Кълъмбъс в монтажния цех
- Модулът в товарния отсек на совалката
- Изваждането на модула от товарния отсек с помощта на Канадарм2
- Астронавтът Ханс Шлегел работи в модула Кълъмбъс
- Рекс Уолхайм подменя азотния резервоар
- Приземяването на совалката